# Ojoinen
Ojoinen est le 11e quartier d'Hämeenlinna en Finlande.

## Présentation
Ojoinen est situé au nord du centre-ville de part et d'autre de la route nationale 3.
Ojoinen est limité au nord par la route Pikku-Parolantie  et au sud par Käyräkatu.
Les services d'Ojoinen sont assurés par le centre commercial d'Ojoinen. 
Le centre du quartier est construit dans les années 1960, on y trouvent la plupart des immeubles résidentiels du quartier.
Par ailleurs, le parc immobilier d'Ojoinen se compose principalement de petites maisons individuelles. 
La rue la plus importante d'Ojoinen est Härkätie, qui le traverse dans le sens est-ouest.